# Pelourinho de Rebordãos
O Pelourinho de Rebordãos localiza-se no lugar de Pelourinho, na freguesia de Rebordãos, município de Bragança, distrito do mesmo nome, em Portugal.

## História
Terá sido construído na Idade Média.
Encontra-se classificado como Imóvel de Interesse Público pelo Decreto nº 23 122, de 11 de outubro de 1933.

## Características
Os degraus, primitivamente em xisto, foram refeitos em granito. O fuste, decorado com semiesferas, é oitavado e apoia um capitel de forma cúbica com arestas ligeiramente côncavas. Por cima do capitel pode-se observar uma pequena pirâmide.